# Jitters – Schmetterlinge im Bauch
Jitters – Schmetterlinge im Bauch ist ein isländisches Filmdrama von Baldvin Z aus dem Jahr 2010. Der Film handelt von Gabriel, einem isländischen Jugendlichen, und seinem Freundeskreis. Die Handlung basiert auf zwei Büchern von Ingibjörg Reynisdóttir.
Deutscher Kinostart war der 9. Januar 2012.

## Handlung
Der Film beginnt an einer Schule in Manchester. Dort nehmen zwei Isländer, Gabriel und Markus, an einem Austauschprogramm teil. Eines Abends, nachdem die beiden eine Nacht in einer Diskothek gefeiert haben, kommt es zu einem Kuss zwischen ihnen. Wieder zurück in Island verlieren sie sich aus den Augen.
Daheim bemerken Gabriels Eltern, dass etwas mit ihm nicht stimmt, aber er will nicht darüber reden. Als er sich wieder bei seinen Freunden meldet, wird er auf eine Party eingeladen. Dort treten auch zum ersten Mal seine Freunde auf. Stella, ungefähr im gleichen Alter wie Gabriel, ist verliebt in ihn, ohne dass Gabriel etwas davon bemerkt. Eine weitere Freundin von ihm, Greta, ist die Tochter einer depressiven, alkoholabhängigen Mutter. Sein bester Freund hat auch mit den Tücken des Alkohols zu kämpfen und betrügt dabei seine Freundin. Diese und andere Probleme führen dazu, dass Gabriel und sein Freundeskreis immer tiefer in eine Krise stürzen.
Nachdem sich Gabriel und Markus eines Nachmittages zufällig über den Weg laufen, verabreden sie sich zu einem abendlichen Treffen. Bei einer Party, organisiert von einem Bruder von Markus, wird Gabriel Zeuge, wie Markus mit einer Frau im Bett landet. Daraufhin verlässt Gabriel wütend die Party und geht nach Hause. In der Zwischenzeit beginnt Stella eine Tätigkeit in einem Supermarkt, der kurze Zeit später ausgeraubt wird. Sie beginnt, sich mit einem der Mitarbeiter zu treffen. Dies gefällt Stellas Großmutter, bei der sie wohnt, überhaupt nicht, weil dieser Ausländer ist. Die Großmutter versucht, Gabriel davon zu überreden, dass er Stella dies ausreden solle. Greta, die bei ihrer alkoholabhängigen Mutter wohnt, erfährt den Namen ihres Vaters und versucht, ihn zu treffen. Dies gelingt ihr auch nach einiger Zeit, und sie vereinbaren, mehr Zeit in Zukunft zu verbringen.
Einige Zeit später sieht man die Clique in einer Diskothek feiern; dort trifft Gabriel Markus wieder und es kommt zu einem Streit. Markus erzählt, dass Gabriel schwul ist, woraufhin dieser die Party verlässt. In dieser Nacht bekommt Gabriel noch einen Anruf von Stellas Oma, da mit Stella etwas nicht in Ordnung sei. Es stellt sich heraus, dass Stella Suizid begangen hat. In der letzten Szene sieht man, wie Gabriel mit seinen Eltern an einem Tisch sitzt und es an der Tür klingelt. Gabriel öffnet: es ist Markus. Gabriel stellt ihn daraufhin seinen Eltern vor und man kann davon ausgehen, dass er ihnen erzählt, dass er schwul ist.

## Hintergrund
Der Film stellt das Spielfilmdebüt von Regisseur Baldvin Z dar und feierte am 27. August 2010 in Reykjavík Premiere. In Deutschland erfuhr er seine Erstaufführung im Rahmen der 53. Nordischen Filmtage Lübeck am 6. November 2011. Im Verleih der Edition Salzgeber erschien er am 9. Januar 2012 im Kino und am 24. April auf DVD als Original mit deutschen Untertiteln.
In diesem Film werden zahlreiche Probleme der isländischen Gesellschaft thematisiert. Einmal die Problematik, wie mit Schwulen umgegangen wird; es sind des Öfteren homophobe Äußerungen zu hören, und in der Folge traut sich die heranwachsende Hauptperson nicht, sich zu outen. Außerdem spielt die Thematik Familie eine große Rolle, fast alle Figuren kommen aus „zerrütteten“ Familien. Ein anderer wichtiger Aspekt in diesem Film ist der Umgang mit Alkohol. Ein weiterer wichtiger Punkt ist, wie in Island mit Ausländern umgegangen wird.

## Rezeption
Der film-dienst kam zum Urteil: „Wie eine romantische Komödie beginnend, entwickeln sich die Probleme der Teenager zunehmend tragisch.“ Der Film tauche „[s]ensibel ins Lebensgefühl seiner Figuren“ ein und problematisiere „dabei weniger die Homosexualität als vielmehr die Ignoranz von Eltern und Großeltern“.
Die Jugendjury der exground youth days Wiesbaden befand, der Film arbeite mit „beeindruckenden Bildern“, wobei „die Handlung nie übertrieben“ wirke, was für „große Glaubwürdigkeit“ sorge.
Bei den Nordischen Filmtagen Lübeck lobte man den Regisseur, er erzähle „[e]infühlsam und kompetent“ von „den Sehnsüchten und Problemen Jugendlicher“. Jitters sei „das Porträt einer sich selbst überlassenen Generation, die bei den Erwachsenen keine Orientierung findet“.

## Auszeichnungen
Der Film wurde mit dem Don Quixote Award beim Internationalen Jugendfilmfestival
in Kristiansand ausgezeichnet.
Ferner erhielt er 2011 den Youth-Days-Preis des exground-Filmfestivals Wiesbaden.
Þorsteinn Bachmann erhielt den Edda Award für die beste Nebenrolle.

## Belege
1. ↑   Freigabebescheinigung für Jitters – Schmetterlinge im Bauch. Freiwillige Selbstkontrolle der Filmwirtschaft, Dezember 2011 (PDF; Prüfnummer: 130 780 V).
2. 1 2 3  Presseinformationen. (PDF) Edition Salzgeber, archiviert vom Original am 11. Oktober 2014; abgerufen am 20. März 2024.
3. 1 2  Film: Jitters. (PDF) Nordische Filmtage Lübeck, abgerufen am 7. Oktober 2014.
4. ↑  Festivalprogramm 2011. Nordische Filmtage Lübeck, abgerufen am 7. Oktober 2014.
5. ↑  Kinder- und Jugendfilmprogramm glänzt mit neun deutschen Erstaufführungen. Nordische Filmtage Lübeck, 18. Oktober 2011, abgerufen am 7. Oktober 2014.
6. ↑  Jitters – Schmetterlinge im Bauch. In: Lexikon des internationalen Films. Filmdienst, abgerufen am 2. März 2017.
7. 1 2  Pressemitteilung zum Festivalabschluss. (PDF) Exground Filmfest, S. 2, abgerufen am 7. Oktober 2014.
8. ↑  Edda Award 2011. Abgerufen am 7. Oktober 2014 (isländisch).